# Martin Bernal
Martin Bernal foi um estudioso de história política chinesa moderna que afirmava que a civilização clássica grega na realidade se originou de culturas da Crescente Fértil(Egito, Fenícia e Mesopotâmia), ao invés de ter surgido do vácuo de forma completamente independente como tradicionalmente é colocado pelos historiadores germânicos. Ele chamava esta teoria de "Modelo Antigo Ampliado", baseado em historiadores clássicos como Heródoto e em suas afirmações e reconhecimentos de uma herança cultural egípcia e fenícia. Este modelo contrasta com o dito Modelo Ariano(termo que originalmente significa Iraniano), que coloca os povos falantes de hipotéticas línguas Indo-européias do norte e as antigas culturas autóctones gregas como a raiz principal da cultura grega.
O Modelo Antigo Ampliado, Bernal argumentava, possui raízes na civilização clássica que estuda, enquanto o Modelo Ariano advém do racismo em desenvolvimento nos séculos XVIII-XIX Suas teorias são contestadas por alguns estudiosos da antiguidade clássica, como Mary Lefkowitz.

## Obras
- Black Athena: Afroasiatic Roots of Classical Civilization (1785-1985)
  - Volume I: The Fabrication of Ancient Greece
  - Volume II: The Archaeological and Documentary Evidence
  - Volume III: The Linguistic Evidence, Bernal, Martin